# Acacia albescens
Acacia albescens é uma espécie de leguminosa do gênero Acacia, pertencente à família Fabaceae.